# ريان هورفاث
ريان هورفاث (بالإنجليزية: Ryan Horvath)‏ هو لاعب كرة قدم أمريكية أمريكي، ولد في 4 أغسطس 1983 في أوفرلاند بارك في الولايات المتحدة.